# Carl Christian Hall

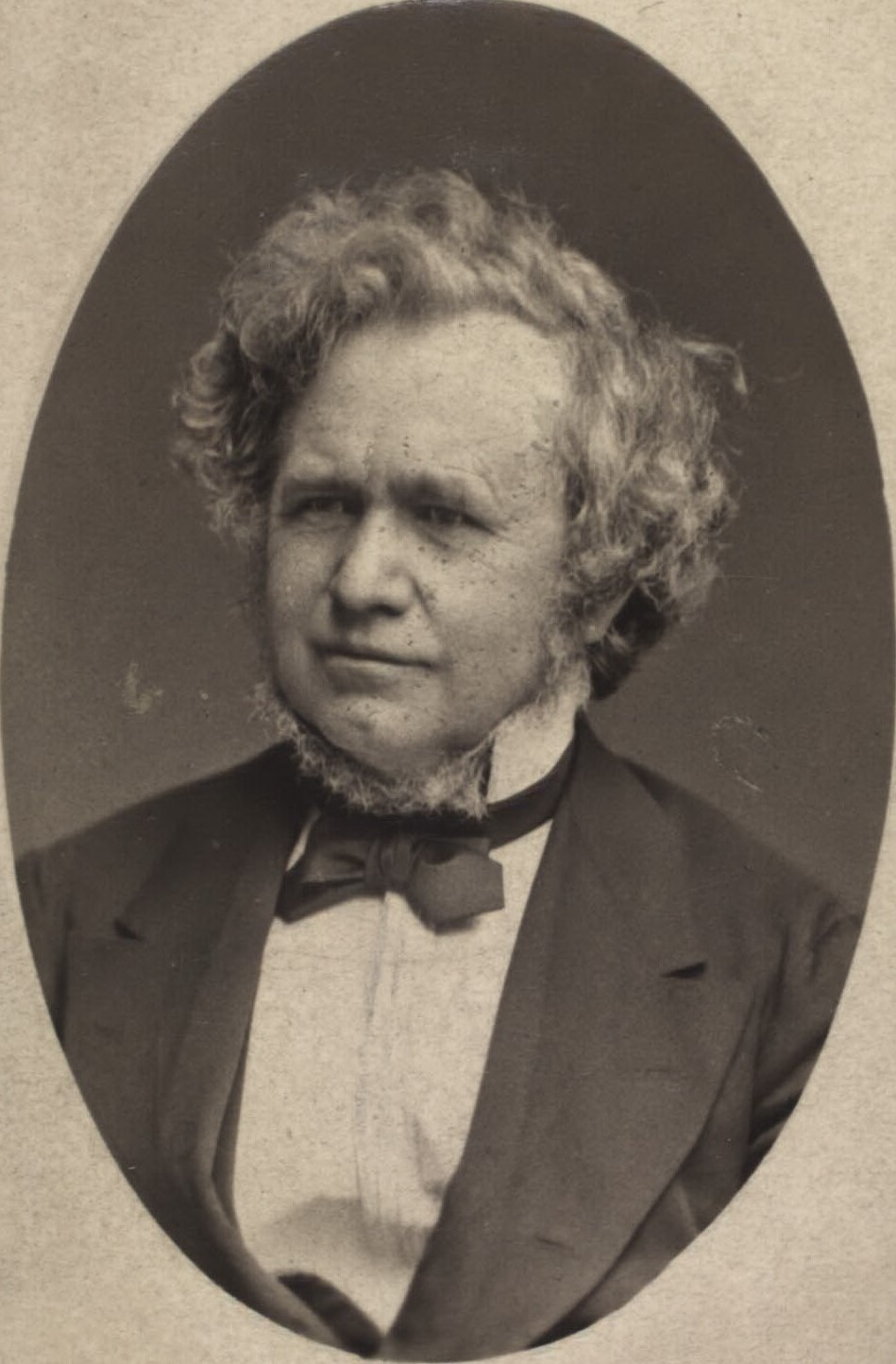
Carl Christian Hall

Carl Christian Hall  (* 25. Februar 1812 in Christianshavn; † 14. August 1888) war dänischer Jurist, Politiker (Nationalliberale) und Staatsmann. Er war vom 13. Mai 1857 bis zum 2. Dezember 1859 und von 1860 bis 1863 dänischer Ratspräsident (Ministerpräsident).

## Leben
Hall studierte von 1829 bis 1833 Rechtswissenschaften, bereiste in den folgenden Jahren Deutschland, die Schweiz, Italien, wo er einen Winter zubrachte, Frankreich und England, wurde bald nach seiner Rückkehr (1839) zum Auditeur in der Armee ernannt und 1847 Dozent der Rechte an der Universität zu Kopenhagen.
1848 wurde er in die letzte Ständeversammlung gewählt und trat aus ihr in die Reichsversammlung (Rigsdag) über, in welche ihn derselbe Wahlkreis seitdem noch siebenmal berief. Durch bedeutende Rednergabe und Energie schwang er sich zu einem der Führer der nationalliberalen (eiderdänischen) Partei auf. 1852 zum Generalauditeur der Armee ernannt, verlor er diese Stelle wieder infolge seiner Opposition gegen das Ministerium Ørsted. Die von ihm veranlasste Antwortadresse auf die Eröffnungsrede beim Reichstag im Oktober 1854 führte zur Auflösung desselben. Im Dezember 1854 wurde er zum Minister für das Kirchen- und Schulwesen des Königreichs, im Oktober 1855 zum Staatsrat ernannt; im Januar 1856 wählte ihn das Folketing in den Reichsrat, und im Februar erhielt er interimistisch die Kultusangelegenheiten für Schleswig übertragen.
Mai 1857 wurde er Ratspräsident als Nachfolger von Carl Andræ. Im Juli 1858 tauschte er das Kultusministerium gegen das Außenministerium, während er die Ratspräsidentschaft beibehielt.
Die Forderung der Entlassung des Kammerherrn Berling machte im November 1859 dem Kabinett Hall ein Ende; doch kam es schon im Februar 1860, nur etwas anders zusammengesetzt, wieder ans Ruder. Hall vertrat die Politik der eiderdänischen Partei, welche die Trennung der Elbherzogtümer und die völlige Einverleibung Schleswigs in den dänischen Staat durch die Verfassung von 1863 bezweckte, in zahlreichen Noten an die Großmächte gegenüber den Protesten des Deutschen Bundes mit großem Eifer und nicht ohne Geschick. Indes führte diese in der Zuversicht auf fremde Hilfe hartnäckig festgehaltene Politik zum Konflikt mit den deutschen Großmächten, und Hall reichte am 24. Dezember 1863 seine Entlassung ein. Im Mai 1870 trat Hall wieder als Minister des Kultus in das Kabinett Holstein-Holsteinborg ein, zog sich aber 1881 ganz vom politischen Leben zurück.

## Auszeichnungen
- 1846: Ritterkreuz des Dannebrogordens[1]
- 1855: Komtur des Dannebrogordens[1]
- 1858: Großkreuz des Dannebrogordens[1]
- 1858: Dannebrogsmændenes hæderstegn[1]
- 1874: Elefanten-Orden[1]